# Temporada do Club Universitario de Deportes de 2009
O Club Universitario de Deportes em 2009, participou de duas competições: Campeonato Peruano e Copa Libertadores.

## Competições

### Campeonato Peruano
O Torneio Descentralizado da Primeira Divisão Peruana de Futebol Profissional 2009 foi a 93ª edição da Liga Peruana. O Universitario foi campeão ao vencer o Alianza Lima, seu maior rival, na final. O clube conquistou seu 25º título do campeonato peruano e se classificou para a Copa Libertadores de 2010

#### Classificação Geral
| Classificação | Classificação             | Classificação | Classificação | Classificação | Classificação | Classificação | Classificação | Classificação | Classificação |
| Pos           | Time                      | PG            | J             | V             | E             | D             | GP            | GS            | SG            |
| ------------- | ------------------------- | ------------- | ------------- | ------------- | ------------- | ------------- | ------------- | ------------- | ------------- |
| 1             | Universitario de Deportes | 81            | 44            | 23            | 12            | 9             | 59            | 32            | +27           |

#### Final
| 8 de decembro | Alianza Lima | 0 - 1 | Universitario | Lima                          |  |
|               |              |       | Alva          | Estádio: Alejandro Villanueva |  |

| 13 de decembro | Universitario | 1 - 0 | Alianza Lima | Lima                  |  |
|                | Solano        |       |              | Estádio: Monumental U |  |

### Copa Libertadores
A Copa Libertadores 2009 foi a quinquagésima edição do mais importante torneio de clubes da América do Sul, organizada pela Confederação Sul-Americana de Futebol. O Universitario somou 8 pontos na fase de grupos, não conseguiu se classificar para as oitavas de final por ter um saldo de gols menor que o San Luis.

#### Fase de grupos
| Classificação - Grupo 8 | Classificação - Grupo 8   | Classificação - Grupo 8 | Classificação - Grupo 8 | Classificação - Grupo 8 | Classificação - Grupo 8 | Classificação - Grupo 8 | Classificação - Grupo 8 | Classificação - Grupo 8 | Classificação - Grupo 8 |
| Pos                     | Time                      | PG                      | J                       | V                       | E                       | D                       | GP                      | GS                      | SG                      |
| ----------------------- | ------------------------- | ----------------------- | ----------------------- | ----------------------- | ----------------------- | ----------------------- | ----------------------- | ----------------------- | ----------------------- |
| 3                       | Universitario de Deportes | 8                       | 6                       | 2                       | 2                       | 2                       | 6                       | 7                       | -1                      |

| 11 de fevereiro de 2009 21:40 (UTC-4) | Libertad               | 2 – 1     | Universitario de Deportes |  |  |
|                                       | Maciel 42' · Román 83' | Relatório | Solano 63'                |  |  |

| 19 de fevereiro de 2009 19:30 (UTC-5) | Universitario de Deportes | 1 – 0     | San Lorenzo | Lima |  |
|                                       | Solano 21' (pen)          | Relatório |             |      |  |

| 10 de março de 2009 19:15 (UTC-5) | Universitario de Deportes | 0 – 0  | San Luis | Lima |
|                                   |                           | Súmula |          |      |

| 18 de março de 2009 21:10 (UTC-6) | San Luis               | 2 – 2     | Universitario de Deportes |  |  |
|                                   | Reyes 25' · Orozco 77' | Relatório | Alva 34' · Labarthe 90+1' |  |  |

| 7 de abril de 2009 21:30 (UTC-5) | Universitario de Deportes     | 2 – 1     | Libertad    | Lima |  |
|                                  | Calheira Seara 28' · Alva 61' | Relatório | Ximénez 21' |      |  |

| 28 de abril de 2009 21:50 (UTC-3) | San Lorenzo                           | 2 – 0     | Universitario de Deportes |  |  |
|                                   | Calheira Seara 21' (g.c.) · Gómez 24' | Relatório |                           |  |  |